# Nirmāli
Nirmāli är en ort i Indien.   Den ligger i distriktet Supaul och delstaten Bihar, i den nordöstra delen av landet, 1 000 km öster om huvudstaden New Delhi. Nirmāli ligger 58 meter över havet och antalet invånare är 17 102.
Terrängen runt Nirmāli är mycket platt. Runt Nirmāli är det tätbefolkat, med 659 invånare per kvadratkilometer. Det finns inga andra samhällen i närheten. Trakten runt Nirmāli består till största delen av jordbruksmark.